# Wenn die Sonne sinkt
Wenn die Sonne sinkt ist ein 1917 gedrehtes deutsches Stummfilmmelodram von Josef Stein mit Maria Carmi in ihrer letzten deutschen Filmrolle. 

## Handlung
Die verheiratete Frau Eddy hat einen Seitensprung begangen, den sie ihrem Gatten nie gebeichtet hat. Den damaligen Liebhaber, Hans von Stjerna, hat sie seitdem aus dem Auge verloren. Als er nun plötzlich wieder auftaucht, möchte Frau Eddy unbedingt dort weitermachen, wo beide damals aufgehört haben. Ehe sie ihr ehebrecherisches Ton fortsetzen kann, zerstört ein tödlicher Zufall ihre Pläne: Von Stjerna stirbt bei einem Jagdunglück. Als seine verheiratete Geliebte weinend an seiner Bahre steht, entschließt sie sich endlich dazu, reinen Tisch zu machen und beichtet ihrem Gatten den Seitensprung. Der ist großmütig genug, ihren Fehltritt zu verzeihen.

## Produktionsnotizen
Wenn die Sonne sinkt entstand Ende 1917, passierte die Filmzensur im Januar 1918 und wurde kurz darauf uraufgeführt. Die österreichische Premiere war erst am 4. Juli 1919. Die Länge des mit Jugendverbot belegten Vierakters betrug 1477 Meter.

## Kritiken
Der Volksfreund nannte den Film „ein Lebensbild, wie es fast alltäglich vorkommt, aber doch in seiner Handlung hervorstechende Merkmale in sich birgt, die den Besucher bis zum letzten Bild in atemloser Spannung hält“, und die Neue Freie Presse konstatierte, dass Maria Carmi „eine große künstlerische Leistung bietet“.